# Alain Claret
Pour les articles homonymes, voir Claret.
Alain Claret, né en 1956, est un auteur français de roman policier appartenant au genre du roman noir.

## Œuvre

### Romans
- Clichy section, Flammarion, 1991
- Si le diable m'étreint, Éditions Robert Laffont, 2002
- L'Ange au visage sale, Éditions Robert Laffont, 2003
- Tout terriblement, Éditions Robert Laffont, 2005
- Que savez-vous des morts ?, Éditions Robert Laffont, 2007
- Paysage sombre avec foudre, Éditions Robert Laffont, 2009
- Eden[1], Éditions Robert Laffont, 2012
- Une étude en noir, Éditions Robert Laffont, 2015
- Un pays obscur, La Manufacture de livres, 2018